# Corumbá
Corumbá – miasto i gmina w Brazylii, w stanie Mato Grosso do Sul.

## Miasta partnerskie
- Dunkierka, Francja
- Piza, Włochy